# Edmond Dosti
Edmond Dosti (Tirana, 5. veljače 1969.) bivši je albanski nogometaš koji je igrao na položaju napadača.

## Klupska karijera
Dosti je karijeru započeo u Partizaniju iz Tirane. Igrao je i za klubove poput Laçija, KS Kastrioti, Jadrana Poreč, Olimpije Ljubljana, SK Vorwärts Steyr, SC Eisenstadt te njemačkog SC Opel Rüsselsheim.
U sezoni 1992./93. bio je najbolji strijelac albanskog prvenstva s 21 pogotkom i osvojio naslov s Partizanijem, gdje je igrao uz reprezentativce Adnana Ocellija i Artana Bana.

## Reprezentativna karijera
Za albansku reprezentaciju nastupio je između 1991. i 1995. godine, ukupno u 6 utakmica, sve kao zamjena.

## Naslovi
Partizani Tirana
- Prvak Albanije: 1992./93.[2]

Olimpija Ljubljana
- Prvak Slovenije: 1994./95.